# 清华大学艺术博物馆

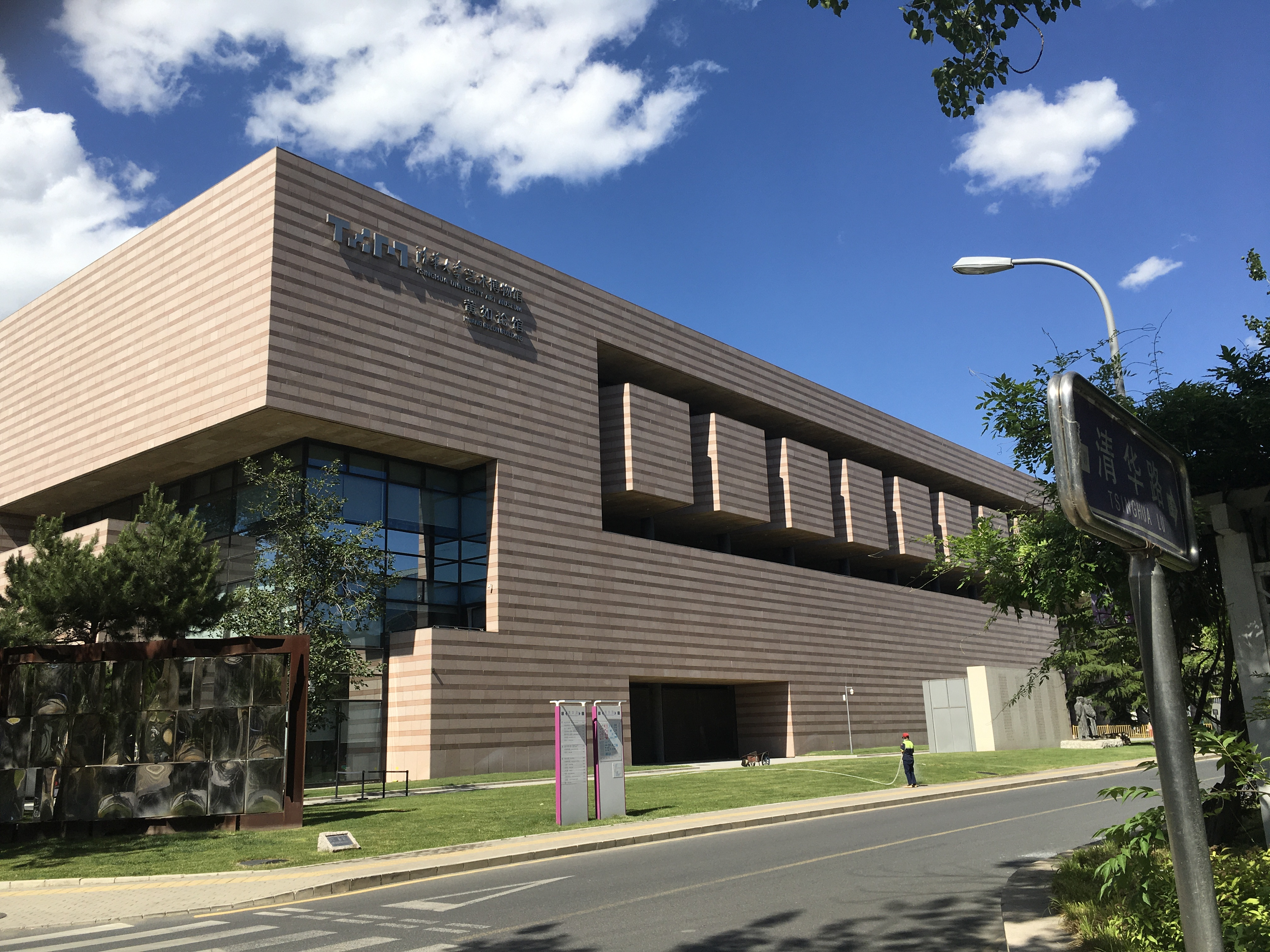
藝博館

清华大学艺术博物馆（冠名“黄如论馆”），位于北京市海淀区清华大学校內東南，是该校艺术博物馆。此博物館由中国建筑科学研究院及馬里奧·博塔建筑师事务所联合设计，建築面積2萬9912平方公尺，高度25.331公尺，是中國最大的大學博物館。2020年12月21日，清华大学艺术博物馆被評定為第四批國家一級博物館，是第一個大學博物馆成為晋级国家一级馆。

## 历史

### 背景與提議
1925年，清华大学成立研究院和大学部，王国维提出“二重证据法”称：“吾辈生于今日，幸于纸上之材料外更得地下之材料”，从而改变了中国历代学术偏重文献的状况，形成了出土实物与文献并重的研究法。在此背景下，清华大学主持了中国人独立开展的最早的科学考古发掘，并在校内创办考古陈列室。1926年，清华研究院国学门与历史系合办“考古陈列室”。
抗日战争时期，1938年清华大学迁至云南昆明，对中国西南少数民族进行了大量社会学调查、整理、研究，积累了大批中国西南少数民族文物和艺术品。1947年4月，梁思成、陈梦家、冯友兰参加美国普林斯顿大学召开的东方学术国际会议，三人惊叹普林斯顿大学收藏品之丰富，乃联名致信清华大学校长梅贻琦，提出筹备艺术系、创办博物馆等建议。清华大学校务委员会很快通过了这些建议，但国民政府教育部否决了清华大学成立艺术系的申请。1947年12月，清华大学中国艺术史研究委员会成立。该委员会运作成立了“文物陈列室”，1948年举办了专门展览，1950年组建文物馆委员会，梁思成任主席。1947年在筹划博物馆时，动用庚子赔款购买及获捐大批文物艺术品。1952年院系调整，文物馆关闭，当时文物馆收藏的14000件文物中，一大部分藏品被拨给新创办的中央民族学院。清华大学创办博物馆的规划就此终结。
梁思成主持的清华大学建筑系在建系之初，便设有实用美术科。该科成为1956年创办的中央工艺美术学院的核心部分。1999年，中央工艺美术学院并入清华大学后，启动了清华大学艺术博物馆建设项目。1999年中央工艺美术学院并入清华大学成为清华大学美术学院时，清华大学校方承诺，为清华大学美术学院建一栋教学楼和一座博物馆。

### 建設

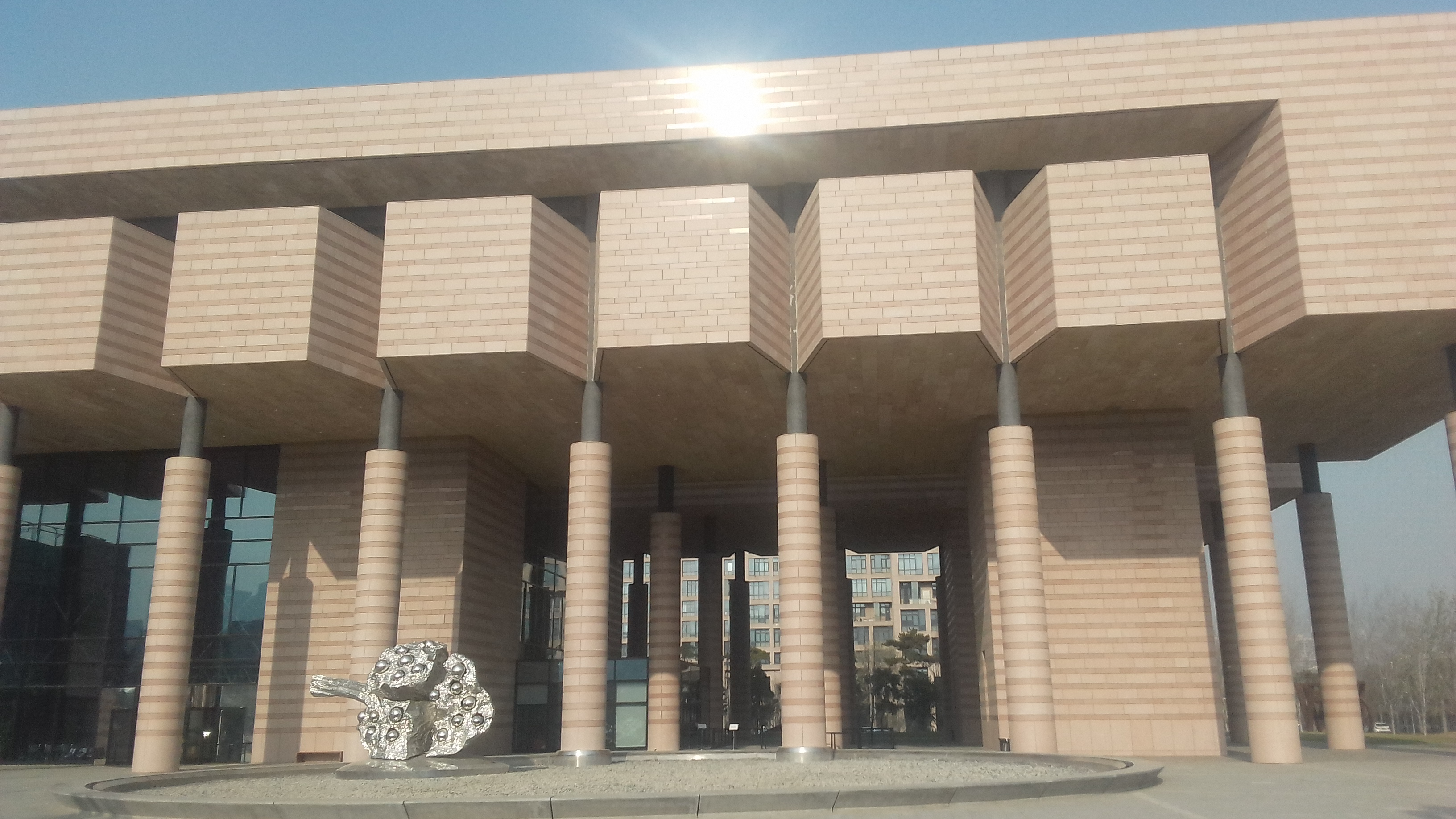
清華博物館建築物

2005年，清华大学美术学院新教学楼投入使用，而博物馆的建设却在2002年确定建筑设计方案后停滞，直到2012年在校友张朝阳、施锦珊、莫天全的支持下，艺术博物馆建筑得以破土动工。2002年，清華大學向各界徵集博物館設計方案，最後決定由瑞士著名建筑师马里奥·博塔主持设计，清華博物館也將是他在中國的第一個設計作品，此博物館將與新清华学堂以新主楼为中点成对称布局。
2013年初，世纪金源集团董事局主席黄如论出资2亿元人民币，捐建清华大学艺术博物馆，获得冠名权。2015年4月8日，“清华大学艺术博物馆筹备工作专题汇报会暨首任馆长聘任仪式”在清华大学美术学院举行，清华大学美术学院名誉院长冯远获聘为清华大学艺术博物馆首任馆长，清华大学校长邱勇向冯远颁发了聘书。

### 落成
2016年4月，清华大学艺术博物馆的馆舍在清华大学美术学院教学楼对面落成。这是一座红褐色建筑，由瑞士建筑师马里奥·博塔设计。总建筑面积3万平方米，展厅面积9000平方米。2016年9月11日，清华大学艺术博物馆正式对公众开放。首展展览共有五个：《“清华藏珍”—— 清华大学艺术博物馆藏品展》（常设展览）、《对话达·芬奇 : 第四届艺术与科学国际作品展》、《“学院传薪”—— 清华大学美术学院艺术作品展》、《竹简上的经典—— 清华简文献展》、《“思贤师心”—— 清华大学美术学院艺术大家作品展》。

## 建築規劃
博物館建築占地面積約1.5公頃，總建築面積約3萬平方公尺，展廳面積約9千平方公尺，是中國高校博物館中面积最大的一座博物馆。場館設計滿足了展品陳列與展示、收藏與保護等業務需求。展厅共分四层，一至三層為臨時展廳，主要展出國內外的藝術品；四層為常设展厅，主要展出博物馆的精品馆藏。除此之外，博物館還設有观众服务台、导览设备、咖啡厅、艺术品店等辅助设施。

## 藏品

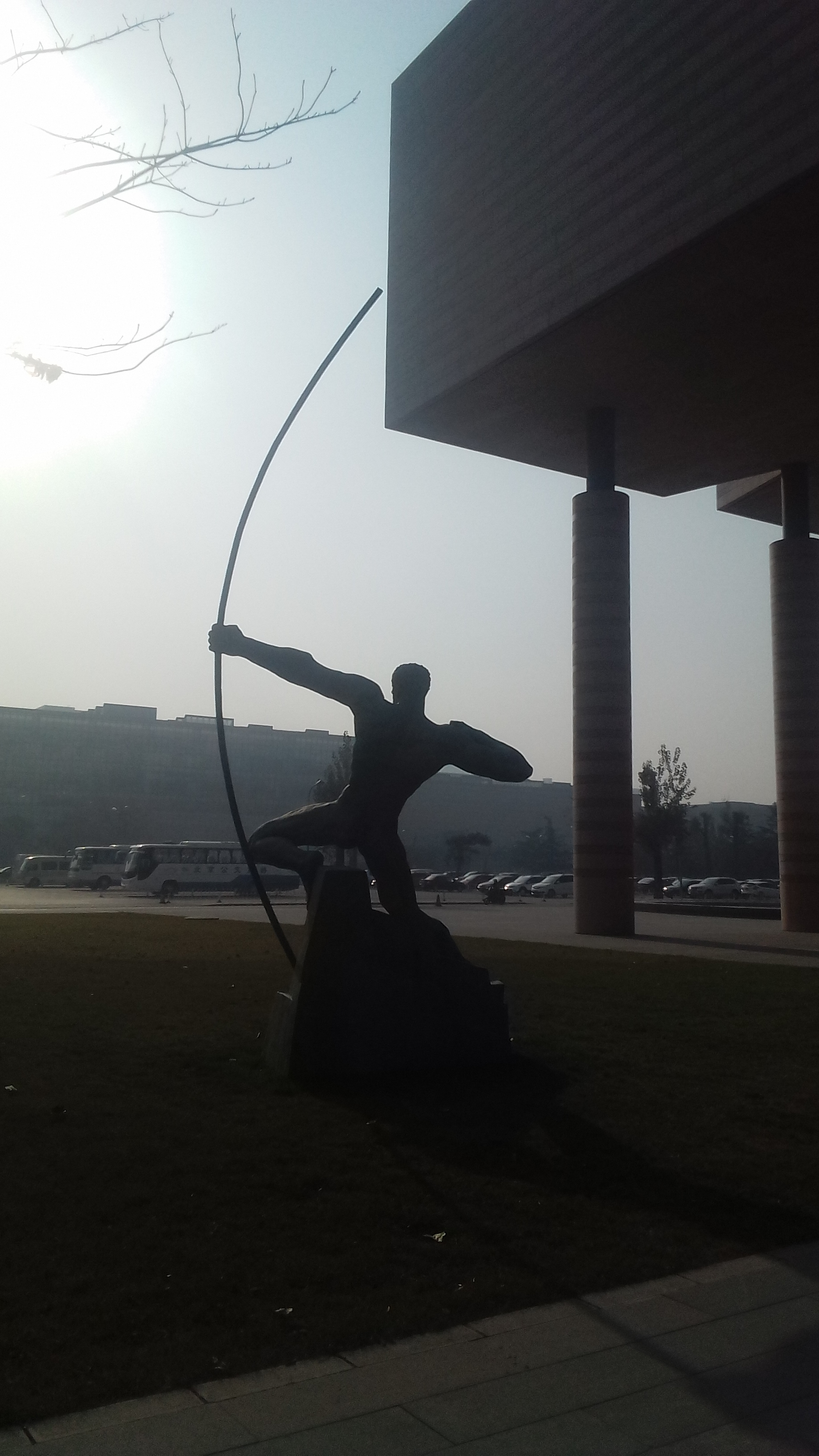
清華大學博物館門前雕塑-后羿射日

开馆之初，清华大学艺术博物馆的藏品有13000多件，大多数来自原中央工艺美术学院時期的收藏，如1950年代征集的中国古代书画和明式家具，中华人民共和国成立初期故宫博物院划拨给中央工艺美术学院作为教具的明清官窑瓷器等等；少量藏品是21世纪初清华大学校友及社会各界的捐赠品，例如系校友王纲怀先生所捐赠的铜镜。收藏的品類分成六大類，包括书画、染织、陶瓷、家具、青铜器及综合艺术品等，其中書畫類藏品有一千四百多件，時代多來自元以後，包含了文征明、吕纪、蓝瑛、陈洪绶、王原祁、王铎、华喦、郑板桥、罗聘、任伯年、吴昌硕、齐白石、徐悲鸿等名家真迹；館內的染织类藝術品有4千6百多個，主要為明清之後的產品，而他的工藝種類則包含织锦、漳绒、妆花、缂丝等。
另外，约有8000件中华人民共和国成立前即归清华大学所有的文物艺术品，例如大批甲骨、青铜器、竹简、石刻、书画、染织、古籍善本等，主要仍收藏在清华大学图书馆，少部分收藏在清华大学档案馆、清华大学校史馆、清华大学建筑学院。這些文物品因為歷史因素，暫不歸博物館。